# Międzynarodowy Festiwal Muzyki Chóralnej im. Feliksa Nowowiejskiego
Międzynarodowy Festiwal Muzyki Chóralnej im. Feliksa Nowowiejskiego w Barczewie.
Głównym celem festiwalu jest upamiętnienie postaci Feliksa Nowowiejskiego, popularyzacja jego kompozycji chóralnych a cappella oraz dzieł oratoryjnych.
Festiwal ma charakter konkursu.
W festiwalu mogą uczestniczyć amatorskie chóry z kraju i z zagranicy mieszane, męskie lub żeńskie (wyjątkowo chóry dziecięce).

## Organizatorzy
Komitet organizacyjny
- Dyrektor Organizacyjny – Danuta Zielonka
- Dyrektor Artystyczny – Jan Połowianiuk
- Sekretarz i koordynator – Zbigniew Stodolnik
- Członkowie: Jerzy Bujnowski, Alina Jakończuk, Krzysztof Kacprowicz, Lech Krawczyk, Danuta Łowkiel, Katarzyna Matyjas, Lech Nitkowski, Liliana Połowianiuk, Marian Sawicki, Włodzimierz Zdaniuk, Krystyna Żygadło.

## Historia
Organizatorem festiwalu jest Stowarzyszenie Inicjatyw Obywatelskich w Barczewie. Na I edycję Festiwalu w 2002 roku zaproszono wyłącznie chóry polskie. Druga edycja, w 2003 roku, miała już charakter międzynarodowy. Do 2008 roku chóry zgodnie z regulaminem mogły podczas festiwalu prezentowały wyłącznie pieśni religijne z różnych epok oraz jeden utwór Feliksa Nowowiejskiego. Po zmianie regulaminu w 2009 roku mogą wykonywać również utwory świeckie. Podczas festiwalu wszystkie chóry wspólnie wykonują dwa utwory Feliksa Nowowiejskiego „Rotę” i „Hymn Warmii”. 
W roku 2010 Stowarzyszenie Inicjatyw Obywatelskich w Barczewie za organizację Międzynarodowego Festiwalu Muzyki Chóralnej im. Feliksa Nowowiejskiego w Barczewie otrzymało statuetkę w VI edycji Konkursu Najlepszy produkt i usługa Warmii i Mazur w kategorii usługi inne.

## Laureaci

### Grand Prix
- I edycja – Chór „Camerata” z Iławy
- II edycja – Chór im. Maksyma Berezowskiego z Wrocławia
- III edycja – Chór Akademii Medycznej w Białymstoku
- IV edycja – nie przyznano
- V edycja – Poznański Chór Kameralny „Arte Domino”
- VI edycja – Żeński Chór Kameralny Państwowego Instytutu Muzycznego w Grodnie (Białoruś)
- X edycja - Chór Kameralny "Akolada" z Bydgoszczy[2]
- XI edycja – Chór Akademii Techniczno-Humanistycznej w Bielsku-Białej

### Nagroda specjalna
Nagroda specjalna za najlepsze wykonanie kompozycji Feliksa Nowowiejskiego
- I edycja – Poznańscy Madrygaliści im. Wacława z Szamotuł z Poznania
- II edycja – Poznańscy Madrygaliści im. Wacława z Szamotuł z Poznania
- III edycja – Chór Kameralny „Kant” z Wielkich Łuk w Rosji
- IV edycja – Żeński Chór „Cartusia” z Kartuz
- V edycja – Kameralny Chór Państwowego Instytutu Pedagogicznego z Taganrogu w Rosji
- VI edycja – Kameralny Chór „Credo” z Królewca (Rosja)
- XXII edycja (2024) – Akademicki Chór Politechniki Gdańskiej za najlepsze wykonanie utworu kompozytora polskiego („Beatus vir”, kompozytor: Szymon Godziemba-Trytek)[3]